# Avenida de la República 20

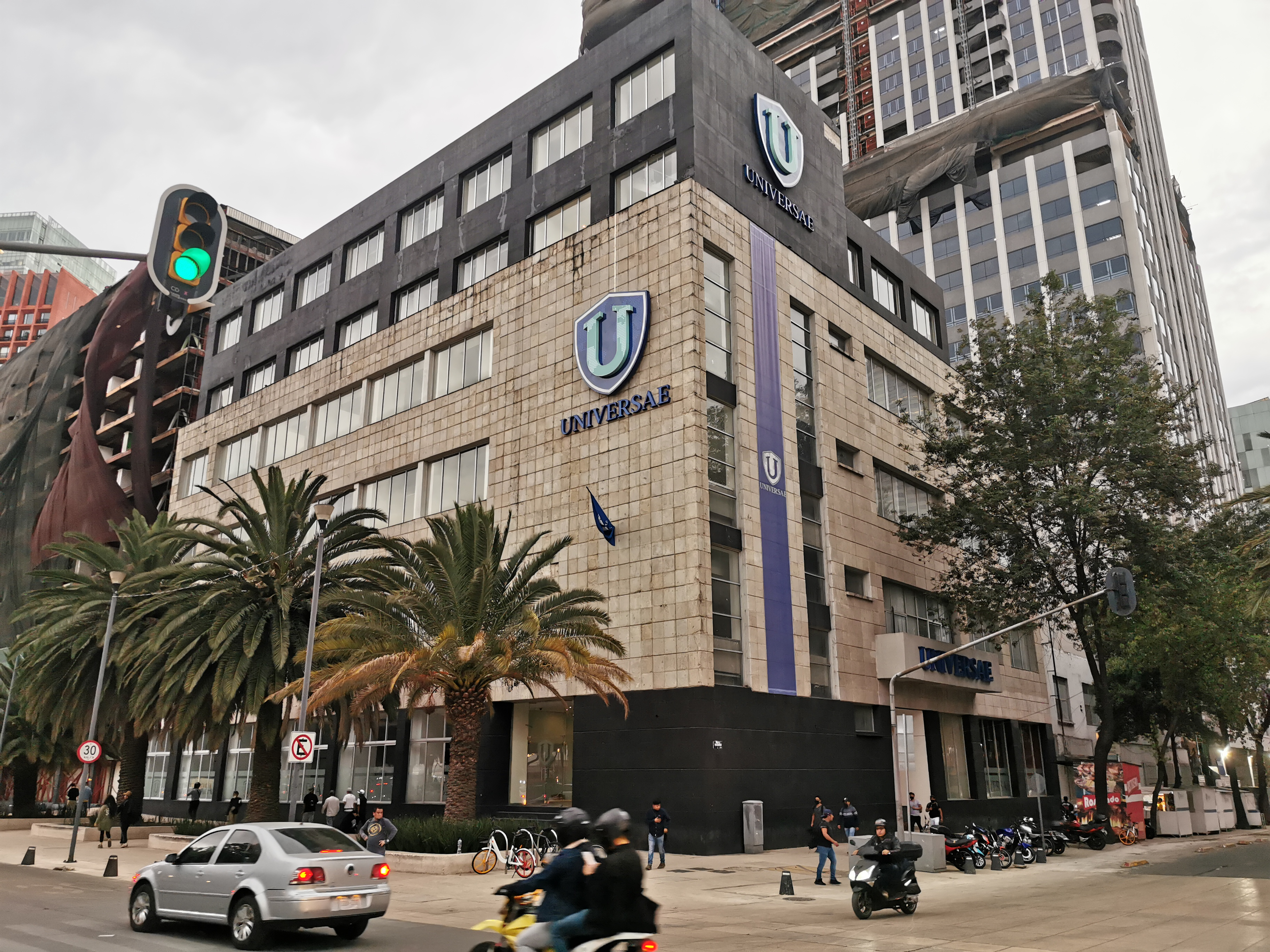
Imagen de Avenida de la República 20 en 2022.

Avenida de la República 20 fue un centro clandestino de detención y tortura (CDT) que funcionó en la Ciudad de México. Estaba ubicado en un edificio perteneciente al gobierno de México frente al Monumento a la Revolución, en la Plaza de la República, en la colonia Tabacalera.

## Características
Los centros clandestinos fungieron como sitios operativos para ejercer delitos que iniciaban con la desaparición forzada de la disidencia política de los gobiernos de Luis Echeverría y José López Portillo como parte de su estrategia de terrorismo de Estado, llamada «Guerra sucia». Centros de similares características se instalaron en otros países latinoamericanos como Argentina y Chile, con el apoyo expreso del gobierno de los Estados Unidos.
Testimonios de víctimas del terrorismo de Estado recogidos por la Comisión Nacional de los Derechos Humanos y la Fiscalía Especial para Movimientos Sociales y Políticos del Pasado (FEMOSPP) indicaron que el centro funcionaba en el sótano de un edificio de tres plantas que pertenecía al gobierno de México. Oficialmente el domicilio e la DFS fue el de Circular de Morelia 8, por lo que, oficialmente, Avenida de la República 20 no fue una oficina de la DFS. El hecho fue utilizado en el proceso jurídico de Miguel Nazar Haro como una prueba en favor de su presunta inocencia.

## Accionar represivo
En Avenida de la República 20 se reportan haber estado detenidos extrajudicialmente Ignacio Salas Obregón, fundador de la Liga Comunista 23 de septiembre y Jesús Piedra Ibarra, militante de la misma.